# Lucjan Siemieński

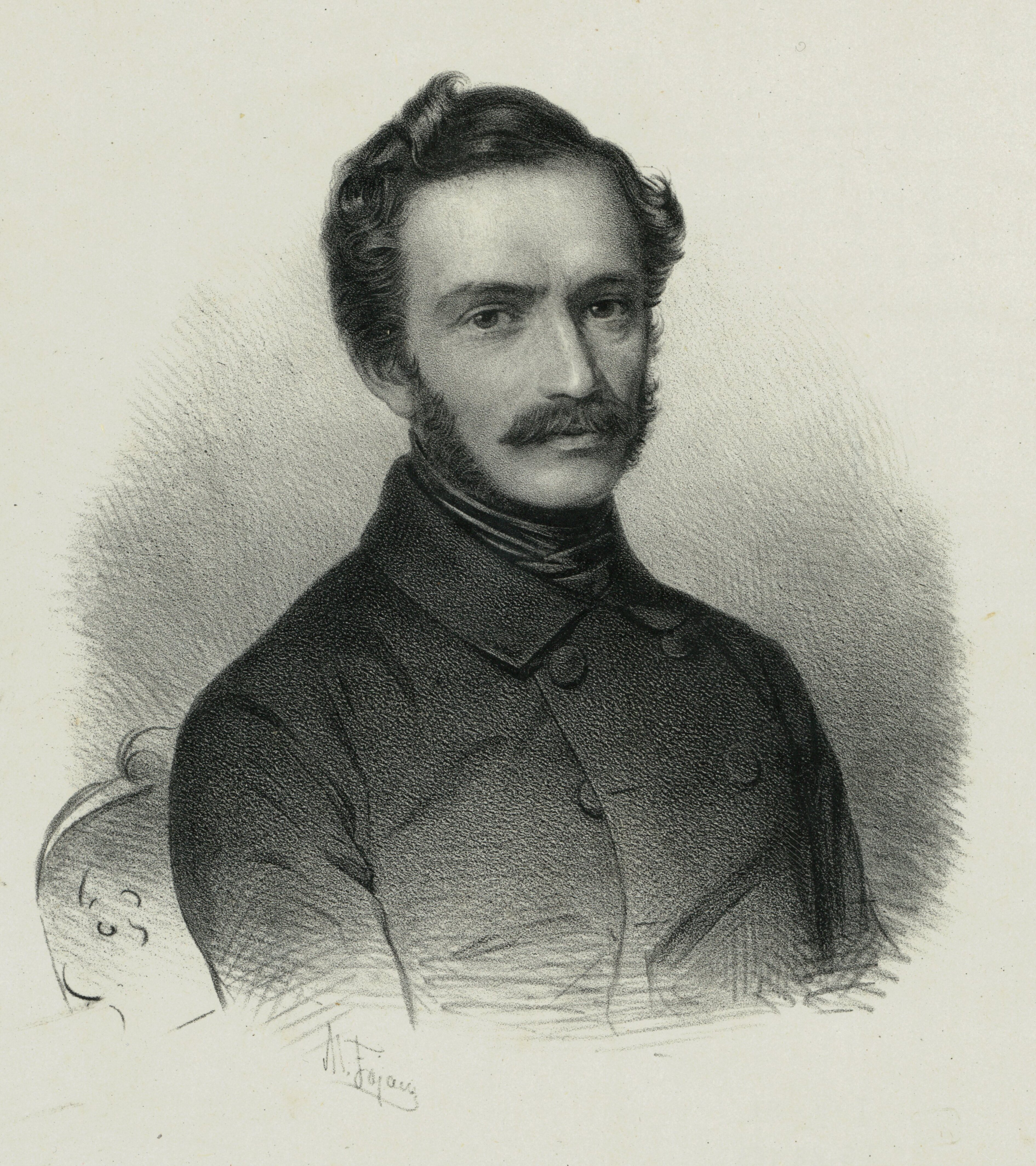
Lucjan Siemieński.

Lucjan Siemieński, född 13 augusti 1807 i Kamienna Góra i Galizien, död 27 november 1877 i Kraków, var en polsk litteraturvetare.
Siemieński tillfångatogs av fienden i polska kriget 1830–31, uppsatte 1848 i Kraków tidningen "Czas" (Tiden) och var en kort tid professor i polsk litteratur vid Jagellonska universitetet där. Han utgav berättelser, litteraturhistoriska monografier om bland annat Adam Mickiewicz och Kazimierz Brodziński samt översättningar, däribland av Odysséen.